# Битигхајм
Битигхајм (њем. Bietigheim) општина је у њемачкој савезној држави Баден-Виртемберг. Једно је од 23 општинска средишта округа Раштат. Према процјени из 2010. у општини је живјело 6.004 становника. Посједује регионалну шифру (AGS) 8216005.

## Географски и демографски подаци
Битигхајм се налази у савезној држави Баден-Виртемберг у округу Раштат. Општина се налази на надморској висини од 121 метра. Површина општине износи 13,9 km².

## Становништво
У самом мјесту је, према процјени из 2010. године, живјело 6.004 становника. Просјечна густина становништва износи 432 становника/km².